# Campeonato Paulista 1920
In 1920 werd het negentiende Campeonato Paulista gespeeld voor voetbalclubs uit de Braziliaanse staat São Paulo. De competitie werd gespeeld van 21 april tot 19 december 1920. Palestra Itália, de eerste naam van het latere SE Palmeiras werd kampioen.  

## Eindstand
| Plaats | Club                 | Wed.           | W              | G              | V              | Saldo          | Ptn.           |
| ------ | -------------------- | -------------- | -------------- | -------------- | -------------- | -------------- | -------------- |
| 1.     | Palestra Itália      | 16             | 12             | 2              | 2              | 55:9           | 26             |
| 2.     | Paulistano           | 16             | 12             | 2              | 2              | 63:21          | 26             |
| 3.     | Corinthians          | 16             | 12             | 1              | 3              | 54:21          | 25             |
| 4.     | AA São Bento         | 16             | 9              | 1              | 6              | 34:25          | 19             |
| 5.     | Ypiranga             | 16             | 6              | 3              | 7              | 31:31          | 15             |
| 6.     | Minas Gerais         | 16             | 6              | 2              | 8              | 47:31          | 14             |
| 7.     | Internacional        | 16             | 5              | 1              | 10             | 24:57          | 11             |
| 8.     | AA Palmeiras         | 16             | 2              | 1              | 13             | 17:73          | 5              |
| 9.     | Mackenzie-Portuguesa | 16             | 1              | 1              | 14             | 10:77          | 3              |
| 10.    | Santos               | Teruggetrokken | Teruggetrokken | Teruggetrokken | Teruggetrokken | Teruggetrokken | Teruggetrokken |

|  | Finale |

### Finale
|                      |                                     |       |            |                                                    |
| 19 december Play-off | Paléstra Italia                     | 2 – 1 | Paulistano | Chácara da Floresta Scheidsrechter: Hermann Friese |
| 19 december Play-off | Gino Martinelli 5' Mateus Forte 77' |       | 6' Mario   | Chácara da Floresta Scheidsrechter: Hermann Friese |

## Kampioen
| Campeonato Paulista de 1920         |
| São Paulo                           |
| ----------------------------------- |
| PALESTRA ITÁLIA Kampioen (1° titel) |

## Topschutter
| Speler            | Speler | Goals | Club        |
| ----------------- | ------ | ----- | ----------- |
| Vlag van Brazilië | Neco   | 24    | Corinthians |